# Robert Falcon Scott
Robert Falcon Scott (Plymouth, 1868. június 6. – Ross-selfjég, Antarktisz, 1912. március 29.), a Brit Királyi Haditengerészet tisztje, a Déli-sark kutatója. Két híres felfedező utazást tett az Antarktiszra. Elsőként a Discovery expedíciót (1900-1904), majd másodiknak a Terra Nova expedíciót (ami számára végzetesnek bizonyult; 1910-1913). Ezen másodikként érte el a Déli-sarkot, egy hónappal lemaradva Roald Amundsen mögött, a visszaúton életét vesztette a Ross-selfjégen, mindössze egynapi járóföldre a biztonságot jelentő bázistól. Scott halála után jelképévé vált az akkoriban zajló hősies, rendkívül embert próbáló felfedezéseknek.

## Gyermekkor és a karrier kezdetei
Scott Plymouthban született John Edward Scott és Hannah Cuming gyermekeként. 13 éves korában otthagyta a szülői házat és a HMS Britannia nevű hadihajóra szegődött. A haditengerészethez 1881-ben csatlakozott, először a HMS Boadicea-n hajózott ki, később átkerült a HMS Rover-re.
Miután előléptették a HMS Spider-en folytatta karrierjét. 1891-ben fregatthadnaggyá léptették elő a HMS Amphion hajóra. 1892-ben a HMS Majestic sorhajóhadnagya lett.

## A Discovery expedíció (1900-1904)
Sir Clements Markham kérésére – aki a Royal Geographic Society elnöke volt – Scott vezette a Nemzeti Antarktisz Expedíciót az RRS Discovery hajóval, mellyel 1900-ban indultak útnak. A hajónak ő lett a parancsnoka, ezért előléptették korvettkapitánnyá. Ebben a küldetésben harmincnyolc ember, köztük olyan kiválóságok, mint Edward Adrian Wilson és Ernest Shackleton vettek részt. Az expedíció főbb eredményei a Ross-tenger feltérképezése, egy addig nem ismert földnyelv elnevezése VII. Edward király-földnek, és az addigi legdélebbi pont, a déli szélesség 82°17′ elérése 1902. december 31-én.

## A Terra Nova-expedíció (1910-1913)

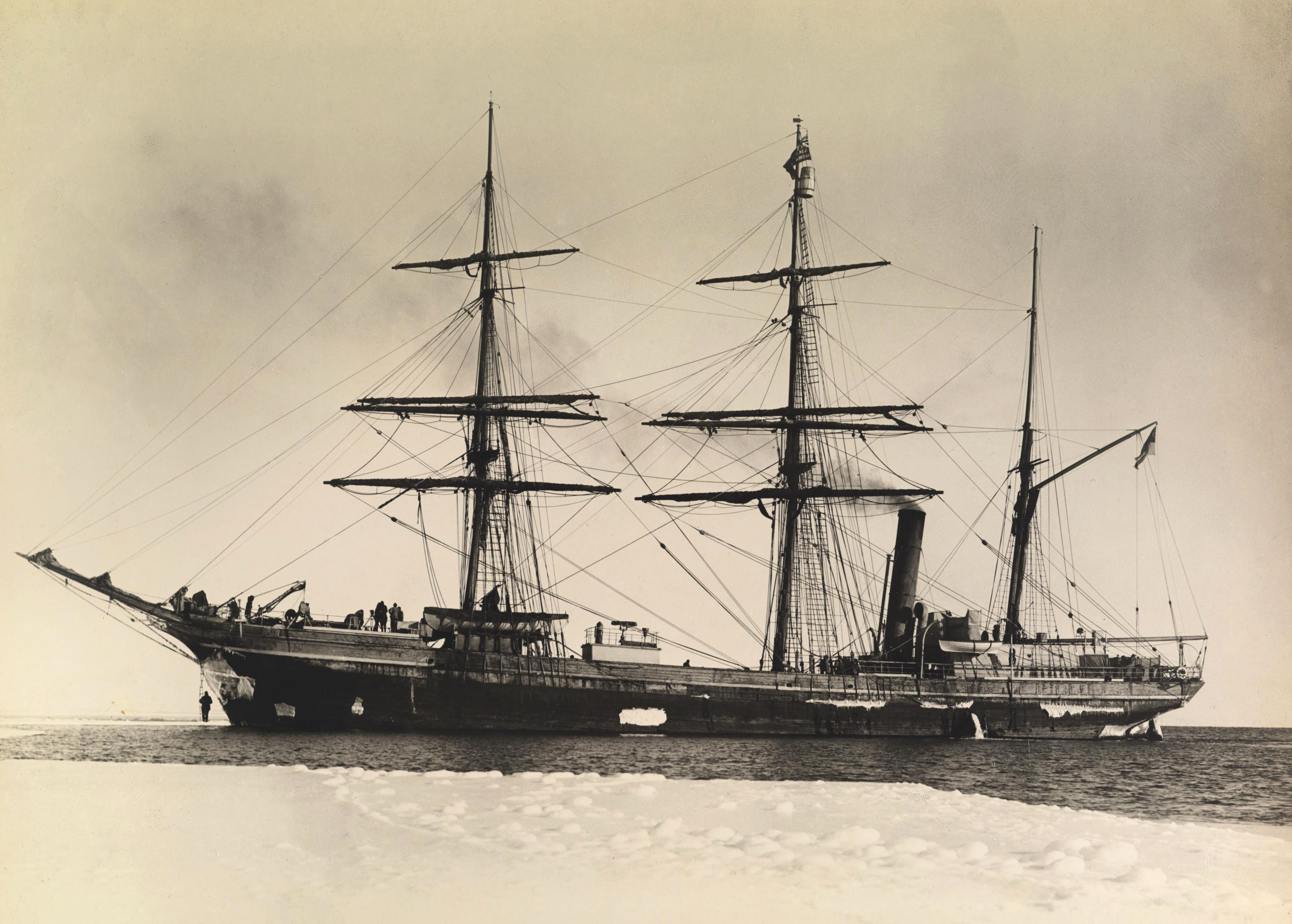
A Terra Nova

Scott a Discovery küldetés után visszavágyott a sarkvidékre. Nagyon élvezte a hajó irányítását a messzi délen, a tudományos erőfeszítéseket, és ő akarta elérni először a Déli-sarkot. Nyolc évig tartott, mire meg tudta szervezni új útját, mivel támogatókat akkoriban inkább az északi-sarki expedíciókra lehetett szerezni, hisz ott folyt a legnagyobb versengés. Emellett a családja anyagi problémáit is rendeznie kellett.
Miután feleségül vette Kathleen Bruce-t, 1908. szeptember 14-én és megszületett fia Peter (1909), kihajózott második sarki útjára. Hajója, a Terra Nova, 1910. június 1-jén hagyta el London kikötőjét, de Scott Rotherhithe-nél az egyik kísérőhajóval visszafordult, hogy még pénzt gyűjtsön. A Terra Novára Dél-Afrikában szállt vissza ismét egy hónappal később.
Scott – Amundsen táviratából – megtudta, hogy Amundsen az északi helyett szintén a Déli-sarkra igyekszik. Valószínűleg Amundsen nem Scottot akarta félrevezetni ezzel a döntéssel, hanem hitelezőit, hiszen még jótevőjét, Nansent és a királyt is csak akkor tájékoztatta, amikor elhagyta az utolsó kikötőt, Madeirát. Amundsen – csakúgy mint Scott – nagyon eladósodott, hogy az utazási költségeket fedezni tudja, miután Peary elérte az Északi-sarkot 1909-ben. (Cook 1908-as sikere vitatott)
Az Antarktiszra – mint a korábbi expedíció esetében is – az új-zélandi Port Chalmers kikötőjéből indult.
Scott rengeteg tudományos műszert vitt magával, csapata meteorológiai, földrajztudományi méréseket is végzett, és az állatvilágot is tanulmányozta, Amundsen ezzel szemben csak a sarkot akarta elérni. Scott nem tért le a Ernest Shackleton által föltárt útvonalról, és a már használt McMurdót használta bázisul, amit egy szigetre telepítettek, – míg Amundsen korábbi leírások alapján kiválasztott helyre, a Ross-jégre (Bálna-öböl) telepítette bázisát, így Scott szárazföldi útja 110 km-rel hosszabb volt.

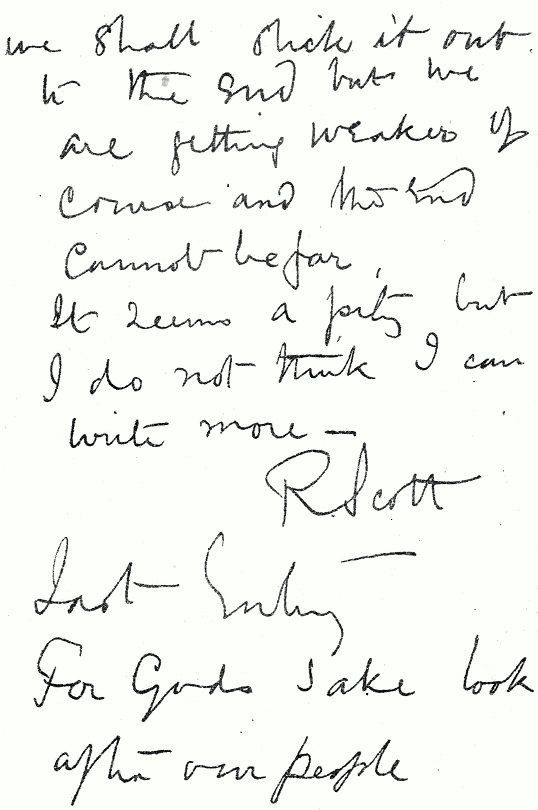
Scott utolsó leírt szavai a holtteste mellett meglelt naplójában: „Azt hiszem, nem tudok tovább írni. Robert. Zárszó: Isten szerelmére, gondoskodjatok szeretteinkről.” (British Museum)

Egy év tájékozódó tudományos munka után kialakult, kik kísérlik meg elérni a sarkot. Négy embert választottak ki: Scott, dr. Edward Wilson, Edgar Evans, Lawrence Oates. Később egy hirtelen döntéssel Henry Bowers is a csapat tagja lett. A sarkot sikerült elérniük 1912. január 17-18-án, de megdöbbenve tapasztalták, hogy Amundsen már ott járt majd egy hónappal előbb. Elindultak vissza a bázisukhoz, de az idő rosszabbra fordult és az egész csapat odaveszett.
Scott nem számolt hibákkal, vagy rossz időjárással, pedig a visszautat március közepei érkezéssel tervezte, ami már kibírhatatlanul hideg az Antarktiszon. Az odaúton élelmiszer és petróleum depókat helyeztek el, amelyek visszafelé távolságtól függően 7-10 napra elegendő ételt és tüzelőanyagot biztosítottak. A depók helyét csak egy zászlóval jelölték, az eltévesztésük végzetes lett volna, csak a saját sínyomaikra hagyatkoztak. A terhek húzására szibériai pónikat használtak, azért, hogyha az állatok nem bírják a megterhelést, úgy levágják őket és a húsuk hasznos lesz később. Ám a pónik hamar feladták a küzdelmet a hóban, gyakran meg kellett állni kisegíteni őket, ezért már az expedíció kezdetén le kellett ölni az állatokat. Scotték végzete az előző évben legmesszebb telepített depójuktól egy napi járóföldre, sátrukban érte őket.
Sokan felvetették, hogy ha Amundsen nem előzi meg őket, a jobb pszichikai állapot miatt visszaértek volna élve. A jelekből és a naplóból pedig a skorbut (C-vitamin hiány) betegsége, az elégtelen táplálkozás, elégtelen folyadékbevitel, nem megfelelő felszerelés és az emberi szánhúzás túlhajszoltsága rajzolódik ki a végzet okaként. A visszaút korábbi szakaszán halt meg Evans, aki egy zuhanás után fizikailag és pszichikailag is összeomlott.
Oates a lábán fagyási sérüléseket szerzett, és a skorbut következtében régi harctéri sérülései is kiújultak, így járni csak fél lábon tudott. Miután állapota tovább romlott, tudta, nem folytathatja a hazautat, és nem hátráltathatja a többieket. Aznap reggel a sátorban Oates azt mondta: „I am just going outside and may be some time”, majd kilépett és elindult a viharban. Holttestét sosem találták meg. Scott naplójában azt írta, Oates minden angol „gentleman” példaképe lehetne.
A sátrat a három holttesttel a fél évvel későbbi keresésükre indult expedíció találta meg Atkinson vezetésével.

## Scott halála után
Amundsen sikeres sarkelérésének híre hamar eljutott egész Európába, Scott tragédiája csak később látott napvilágot. Az expedíció és résztvevői a kor hőseivé váltak, könyvek, festmények, filmek, költemények százai keletkeztek. Utcákat, tereket, épületeket neveztek el a csapat tagjairól – főként Angliában.
Amundsen teljesítményét Angliában lebecsülték, sőt azt állították, a Ross-tenger brit fennhatóság alatt áll (1841-ben James Ross fedezte fel), így Amundsen be sem hajózhatott volna oda, mindezen állításokat az angolok nemzeti büszkeségén esett csorba erősen táplálta. Scottot egy egyszerű emberséges hősnek, Amundsent professzionális felfedezőnek állította be az akkori angol sajtó. Valójában Amundsen is "amatőr" felfedező volt, problémái valóban akadtak az embereivel, és a népszerűséget sem viselte jól. Amundsen az Északi Sark felfedezését szerette volna elérni világéletében, de ebben megelőzték és sosem tudott igazán örülni antarktiszi sikerének.

## Magyarul megjelent művei
- Angolok a Déli Sarkvidéken; átdolg. Halász Gyula; Lampel, Budapest, 1911 (A Magyar Földrajzi Társaság könyvtára)
  - (A Déli-sarkvidéken címen is)
- Scott utolsó útja. Scott naplója és útitársainak feljegyzései; ford. átdolg. Halász Gyula; Lampel, Budapest, 1923 (A Magyar Földrajzi Társaság Könyvtára)
- Scott utolsó útja. R. F. Scott kapitány naplója Déli-sarki expedíciójáról; ford., átdolg. Halász Gyula; Móra, Budapest, 1958
- A Déli-sarkvidéken; vál., ford. Vajda Endre, jegyz. Vécsey Zoltán; Gondolat, Budapest, 1971 (Világjárók. Klasszikus útleírások)
  - (Angolok a Déli Sarkvidéken címen is)